# Голф насеље
Голф насеље је урбано насеље у општини Чукарица у Београду и спада у источно проширење Бановог брда.
Насеље се на 6 км од центра Београда и граничи са Кошутњаком на северу и истоку, насељем „Сунчана падина“ на југу и Бановим брдом на западу.
Голф насеље је добило име по истоименом ресторану који се налази у насељу.
Према попису становништа из 2002. године у насељу је живело 9,447 становника.
У непосредној близни насеља налази се спортски центар Кошутњак, стадион фудбалског клуба Чукарички, шума Кошутњак, основна школа Бановић Страхиња, дом Здравља Баново брдо и многи други занатски, трговински и услужни објекти.

## Саобраћај
До насеља Голф се градским превозом које обезбеђује ГСП Београд може стићи аутобусима
- линија 57 Баново Брдо — Голф насеље[2]
- линија 23 Карабурма — Видиковац[3]
- линија 52 Зелени венац — Церак Виногради[4]